# Geotropizm

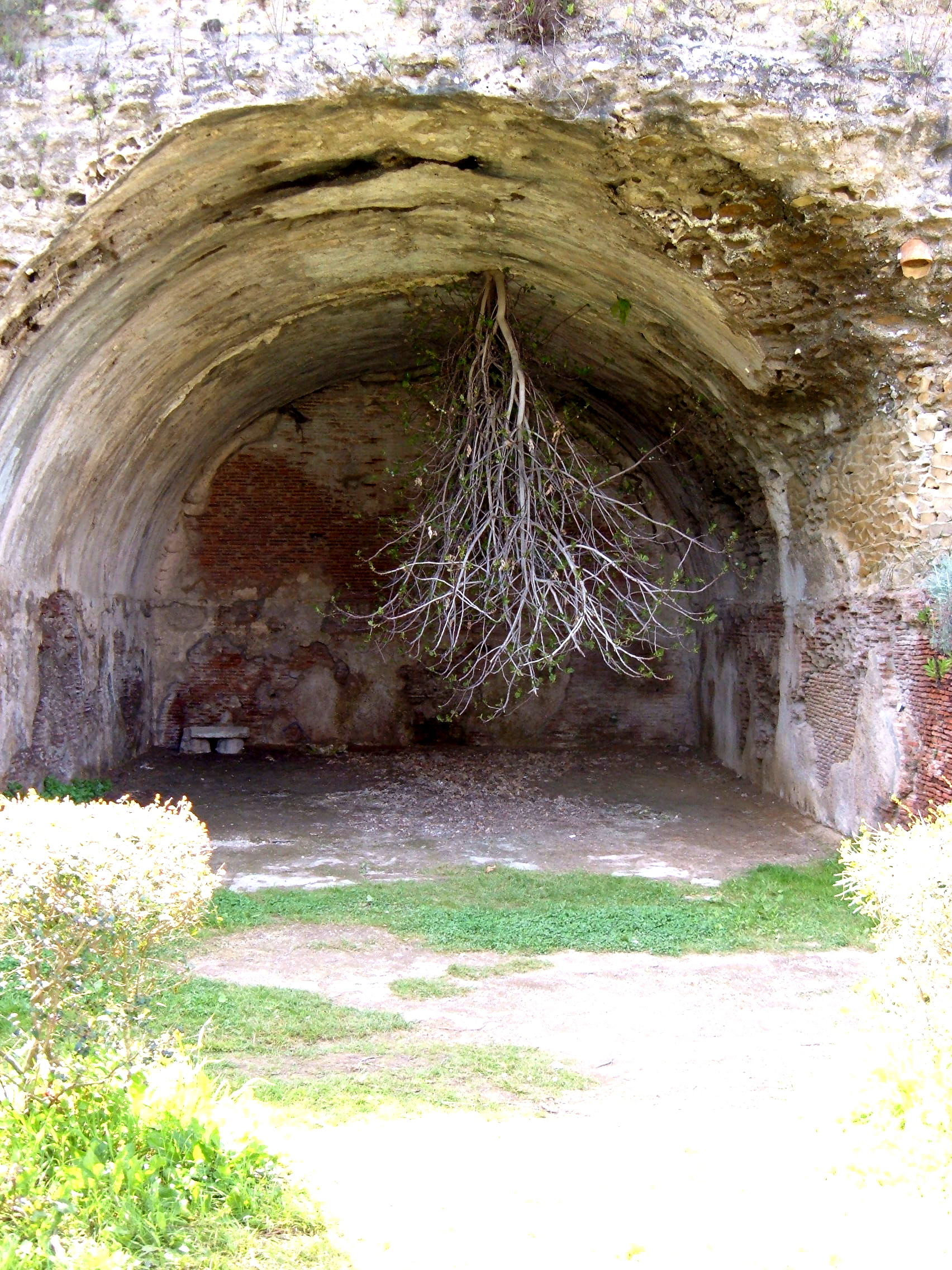
Geotropizm dodatni korzeni

Geotropizm (grawitropizm) – reakcja organów roślinnych na zmianę ich położenia względem wektora grawitacji.
Przykładem może być umieszczenie rośliny w położeniu horyzontalnym, jej pęd główny wzniesie się w górę, a korzeń skieruje się w dół. Reakcja pędu jest skierowana odwrotnie do kierunku działania siły grawitacji, mówimy tu o grawitropizmie ujemnym. Korzeń główny wygina się zgodnie z działaniem siły grawitacji jest to grawitropizm dodatni.
W odczytywaniu bodźca grawitacyjnego podstawową rolę spełniają ziarna skrobi zawarte w amyloplastach, które przemieszczają się w komórkach z siłą ciężkości i uciskają siateczki śródplazmatyczne znajdujące się w pobliżu plazmolemmy.
Zasadniczo wyróżnia się cztery etapy reakcji grawitropicznej:
1. percepcja zwrotu siły grawitacji – zachodzi w statocytach, przy udziale amyloplastów (pełniących funkcję statolitów) oraz dzięki specjalnej ultrastrukturze tych komórek,
2. transdukcja sygnału – przekształcenie sygnału biofizycznego (będącego wynikiem działania siły grawitacji na statolity) na sygnał biochemiczny,
3. percepcja sygnału przez wrażliwe na ten sygnał tkanki w strefie elongacji,
4. reakcja wzrostowa określonych komórek w wyniku redystrybucji auksyn, której efektem jest wygięcie organu ulegającemu grawitropizmowi.

Reakcje wzrostowa organu, wywoływana redystrybucją auksyny, zachodzi, dla przykładu, po zmianie położenia łodygi z pionowego na poziome, co skutkuje zwiększeniem stężenia auksyny po stronie dolnej (zgodnie z hipotezą Cholodny-Went). Szybszy wzrost dolnej strony powoduje wygięcie łodygi w górę.
Obserwuje się także wzrost stężenia jonów po stronie górnej, co może być przyczyną większego usztywnienia ściany komórkowej i zahamowania wzrostu.
W przypadku korzenia ważną rolę odgrywa czapeczka, gdyż jest to część korzenia odpowiedzialna za percepcje bodźca grawitacyjnego. Usunięcie czapeczki nie powoduje zahamowania wzrostu korzenia, jednak staje się on niezdolny do reakcji na bodziec grawitacyjny.
W wyspecjalizowanych komórkach czapeczki korzeniowej (statocytach) znajdują się plastydy wypełnione skrobią (tzw. statolity), które wraz ze zmianą położenia korzenia przesuwają się zgodnie z wektorem siły grawitacji. Otrzymana w ten sposób informacja zostaje przekazana do rosnącej części korzenia. Pojawia się różnica w szybkości wzrostu dolnej i górnej strony i korzeń wygina się w dół.